# The Battle of the Somme
The Battle of the Somme (pol. Bitwa nad Sommą) – brytyjski propagandowy film niemy z 1916 w reżyserii Geoffreya H. Malinsa o początkowej fazie (lipiec) bitwy nad Sommą w czasie I wojny światowej. W 2005 UNESCO wpisało film na listę Pamięć Świata.

## Fabuła
Głównymi bohaterami filmu są żołnierze Brytyjskiego Korpusu Ekspedycyjnego biorący udział w bitwie. Reżyser Geoffrey H. Malins stworzył reportaż o wojnie nagrywając „na gorąco” to co dzieje się podczas bitwy i pokazując w maksymalnie realistyczny sposób brutalność i okrucieństwo wojny.  

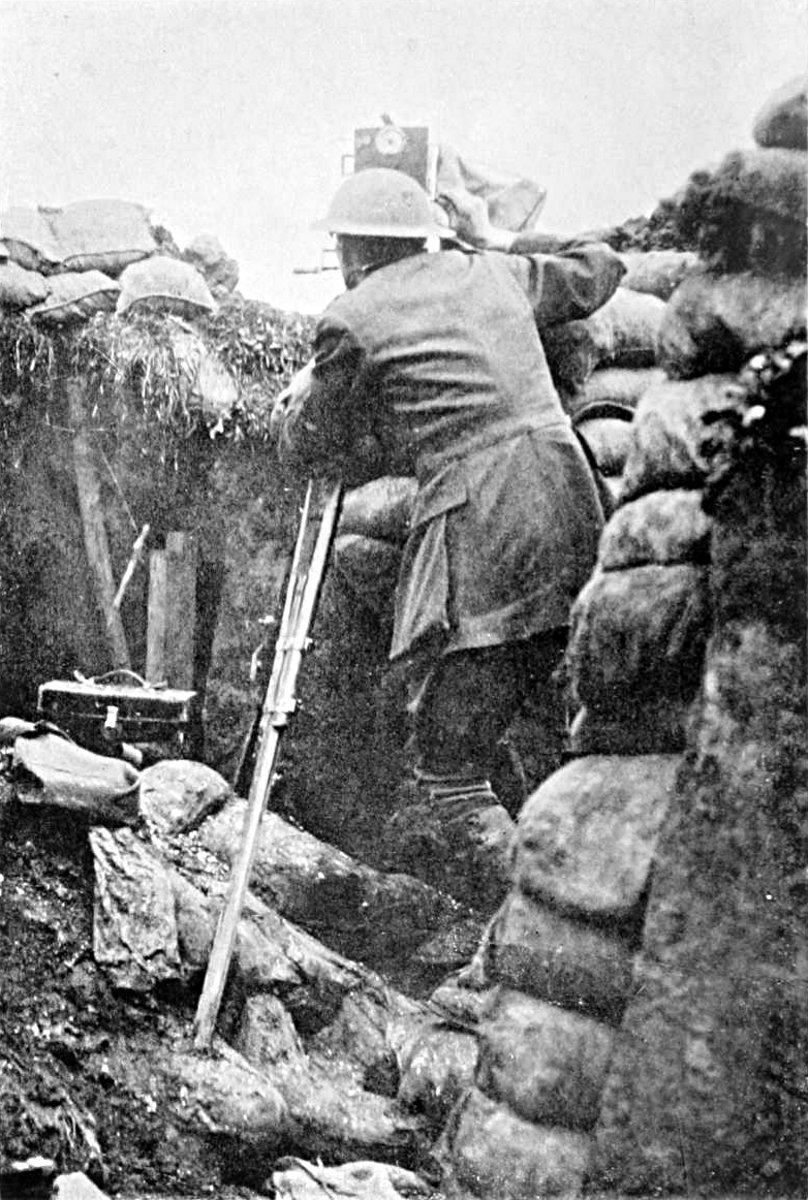
Geoffrey H. Malins z kamerą pierwszego dnia bitwy nad Sommą